# Лорх (Вюртемберг)
Лорх (нім. Lorch) — місто в Німеччині, знаходиться в землі Баден-Вюртемберг. Підпорядковується адміністративному округу Штутгарт. Входить до складу району Східний Альб.
Площа — 34,28 км2. Населення становить 10 953 ос. (станом на 31 грудня 2020).